# اسکو رانتا
اسکو رانتا (فنلاندی: Esko Ranta؛ زادهٔ ۱۴ ژانویهٔ ۱۹۴۷) بازیکن فوتبال اهل فنلاند بود.
از باشگاه‌هایی که در آن بازی کرده‌است می‌توان به باشگاه فوتبال هاکا و باشگاه فوتبال ایلوس اشاره کرد.
وی همچنین در تیم ملی فوتبال فنلاند بازی کرده‌است.